# A tűzparipa
A tűzparipa (eredeti cím: The Iron Horse) 1924-ben bemutatott amerikai történelmi western, melyet John Ford rendezett. Magyarországon A tűzparipa címen mutatták be, Berkes Ildikó A western című könyvében Az acéllovas címen említi.
A film a négy Oscar-díjas rendező John Ford első jelentősebb sikere volt.

## Cselekmény
A történet az első amerikai transzkontinentális vasútvonal építéséről szól. Ír, olasz és kínai bevándorlókat, valamint afroamerikaiakat ábrázol, ők azok a férfiak, akik azt a fáradságos munkát végezték, amely lehetővé tette ezt a bravúrt. A főgonosz egy gátlástalan üzletember, aki lázadó  cheyenne-nek adja ki magát. A történet az 1869. május 10-én, a Promontory-csúcson történt arany sínszeg beverésének jelenetével ér véget.

## A produkcióról
A film egy idealizált képet fest arról, hogyan épült az első, amerikai kontinenst átszelő vasútvonal. A produkció csúcspontja az utolsó vágányok lefektetése a utahi Promontory hegycsúcson. A jelenet előtt van egy megjegyzés, hogy két eredeti mozdonyt (Union Pacific No. 119 és Jupiter) is használtak a felvételek alatt 1869-ből, de ez nem lehet igaz, mert mindkét mozdony megsemmisült még 1910 előtt.
A történetben van szerelmi szál, árulás és bosszú is. A főszerepekben George O’Brien és Madge Bellamy láthatók.

## Szereposztás
| Színész              | Karakter                |
| -------------------- | ----------------------- |
| George O’Brien       | Davy Brandon            |
| Madge Bellamy        | Miriam Marsh            |
| J. Farrell MacDonald | Casey tizedes           |
| Charles Edward Bull  | Abraham Lincoln         |
| Cyril Chadwick       | Peter Jesson            |
| Will Walling         | Thomas Marsh            |
| Francis Powers       | Slattery őrmester       |
| Jim Welch            | Schultz tizedes         |
| George Waggner       | William F. Cody ezredes |
| Fred Kohler          | Bauman                  |
| James A. Marcus      | Haller bíró             |
| Gladys Hulette       | Ruby                    |

## Fordítás
- Ez a szócikk részben vagy egészben  a   The_Iron_Horse (film) című angol Wikipédia-szócikk fordításán alapul.  Az eredeti cikk szerkesztőit annak laptörténete sorolja fel. Ez a jelzés csupán a megfogalmazás eredetét és a szerzői jogokat jelzi, nem szolgál a cikkben szereplő információk forrásmegjelöléseként.